# Vil·la Carlota
La Vil·la Carlota és una antiga residència d'estiueig del poble de Bigues, en el terme municipal de Bigues i Riells, a la comarca catalana del Vallès Oriental.
Està situada a llevant del Rieral de Bigues, a l'esquerra del Tenes. Queda al sud-est de Can Valls, al sud de Can Pruna Vell, al sud-oest de la Figuera, a llevant de Can Prat del Camí i a ponent de Can Coromines.